# اولنی
اولنی شهری در شهرستان تانسیلا در استان بانوا در بورکینافاسوی غربی است و جمعیت آن ۳۲۶ نفر است.